# Selfoss (ort)
Selfoss är huvudort i kommunen Árborg (Sveitarfélagið Árborg) och  i regionen Suðurland i Island.. Antalet invånare är 8 068. Den ligger vid floden Ölfusá och vid Riksväg 1. Staden är ett kommersiellt och industriellt centrum.
Staden grundades i slutet av 1800-talet i samband med att den första hängbron över Ölfusá byggdes 1891. Staden är idag ett kommersiellt och industriellt centrum. Det 1929 grundade mejeriet Mjólkurbú Flóamanna är Islands äldsta och största mejeri.
Liksom Eyrarbakki och Stokkseyri är Selfoss byggt på Stóra Þjórsá-lavafältet.
Den högsta punkten i närheten är 438 meter över havet, 3,9 km norr om Selfoss.

## Bildgalleri

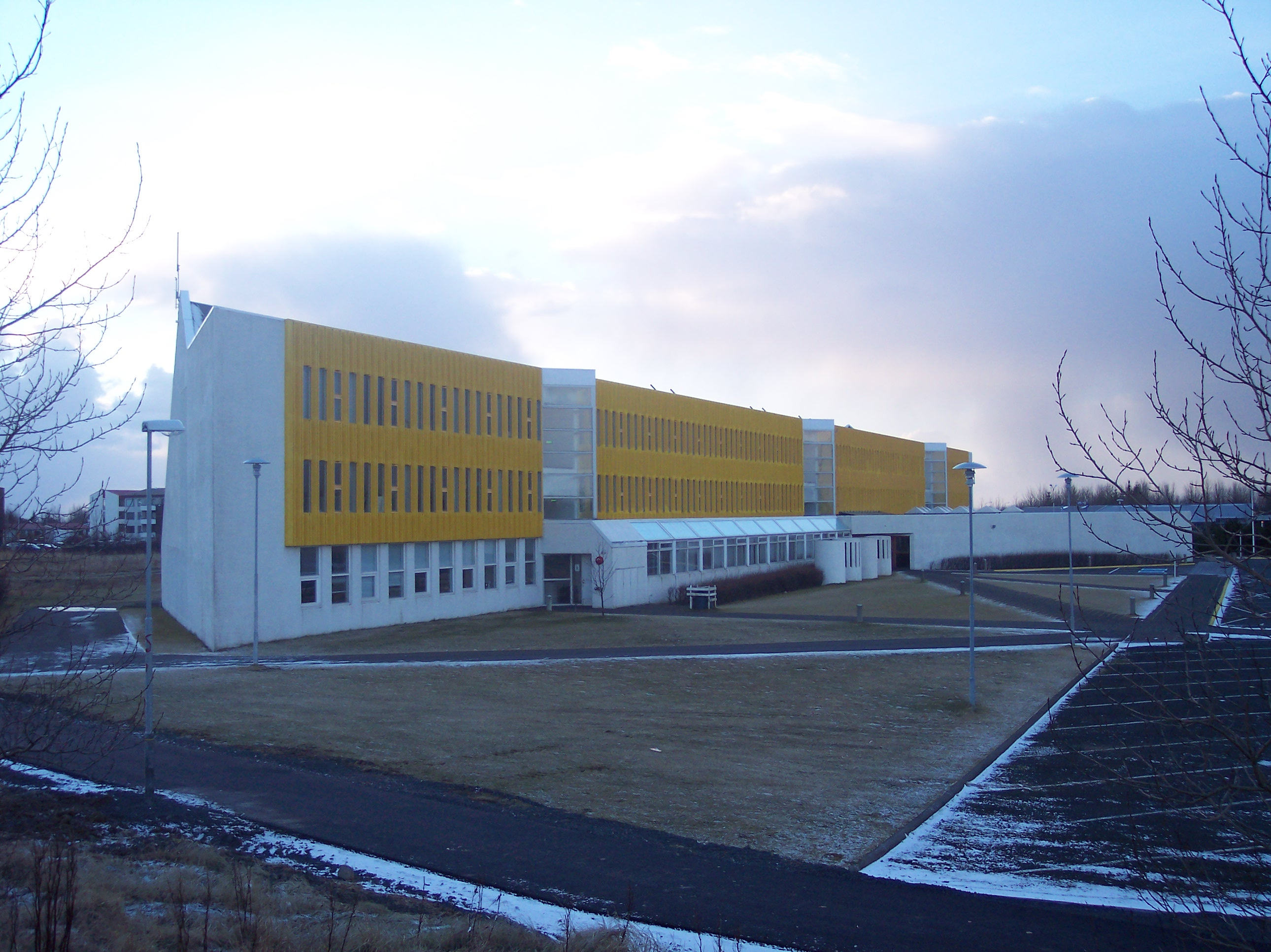
Fjolbrautaskoli Sudurlands
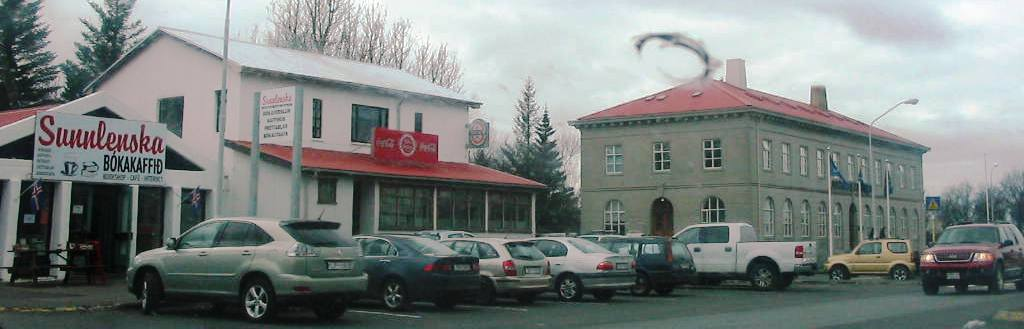
Storgatan i Selfoss
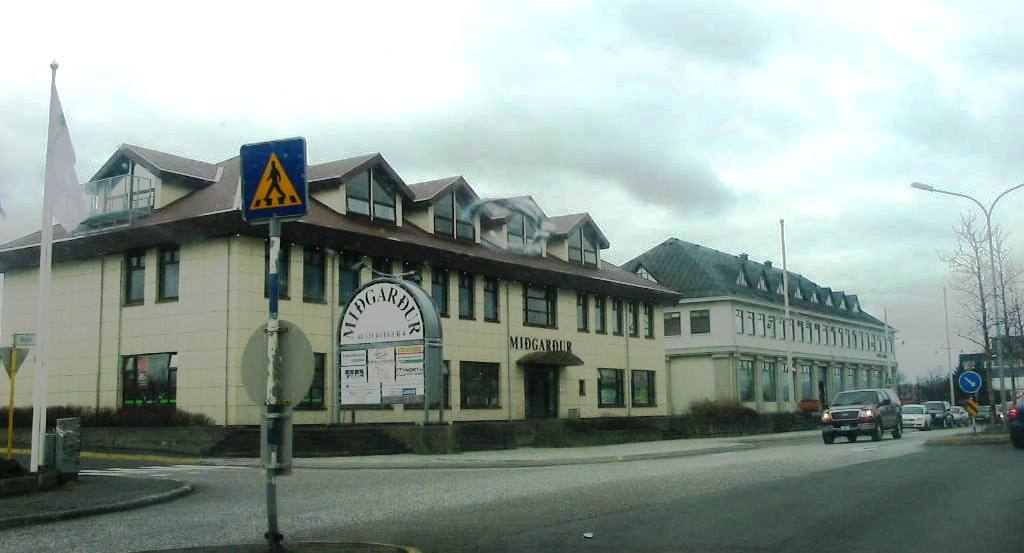
Gatubild

## Vänorter

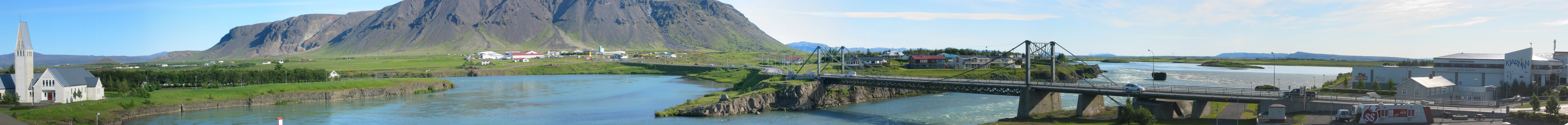
Panoramabild över Selfoss

Selfoss har följande vänorter:
- Arendals kommun, Norge
- Kalmar kommun, Sverige
- Nyslott, Finland